# سیارک ۱۲۶۲۷
سیارک ۱۲۶۲۷ (به انگلیسی: 12627 Maryedwards، نامگذاری:1230T-1) دوازده هزار و ششصد و بیست و هفتمین سیارک کشف شده‌است که در ۲۵ مارس ۱۹۷۱ کشف شد.
قدر مطلق سیارک برابر ۱۱.۲ است.